# Premiul Goncourt
Premiul Goncourt (în franceză Prix Goncourt) este un premiu oferit pentru opere scrise în limba franceză, care este oferit autorului care a publicat „cea mai bună și imaginativă operă în proză a anului”. Premiul este dotat cu suma simbolică de 10 euro.

## Istoric
Edmond de Goncourt, care a fost un autor, critic și editor plin de succes în Franța celei de-a doua jumătăți a secolului al XIX-lea, a donat întreaga sa avere pentru fondarea și menținerea Academiei Goncourt. Pentru a onora fratele și colaboratorul său Jules Alfred Huot de Goncourt, (1830 - 1870), Academia a inițiat acordarea Premiului Goncourt în fiecare decembrie al fiecărui an începând cu 1903. Juriul care determină câștigătorul se întrunește la restaurantul Drouant, unde ia decizia. Premiul, deși nominalizează o operă literară și nu un individ, asigură câștigătorului un prestigiu literar și public semnificativ.
O singură dată acest premiu a fost acordat unui autor de două ori. Este vorba de Romain Gary, care l-a obținut în 1956 pentru Les racines du ciel și în 1975, sub pseudonimul Émile Ajar, pentru La vie devant soi.
Alți autori celebri laureați sunt: Marcel Proust, Jean Fayard, Simone de Beauvoir, Georges Duhamel, Alphonse de Châteaubriant, Antonine Maillet.

## Câștigătorii premiului
- 1903 - John Antoine Nau, Force ennemie
- 1904 - Léon Frapié, La Maternelle
- 1905 - Claude Farrère, Les Civilisés
- 1906 - Jérôme și Jean Tharaud, Dingley, l'illustre écrivain
- 1907 - Émile Moselly, Terres lorraines
- 1908 - Francis de Miomandre, Ecrit sur l'eau
- 1909 - Marius-Ary Leblond, En France
- 1910 - Louis Pergaud, De Goupil à Margot
- 1911 - Alphonse de Châteaubriant, Monsieur des Lourdines
- 1912 - André Savignon, Les Filles de la pluie
- 1913 - Marc Elder, Le peuple de la mer
- 1914 - Premiul nu a fost acordat din cauza Primului Război Mondial
- 1915 - René Benjamin, Gaspard
- 1916 (pentru 1914) - Adrien Bertrand, L'appel du Sol [2]
- 1916 - Henri Barbusse, Le Feu
- 1917 - Henry Malherbe, La Flamme au poing
- 1918 - Georges Duhamel, Civilisation
- 1919 - Marcel Proust, A l'ombre des jeunes filles en fleur  (volume 2 of - À la recherche du temps perdu,) - (La umbra fetelor în floare, volumul 2 din În căutarea timpului pierdut)
- 1920 - Ernest Pérochon, Nêne
- 1921 - René Maran, Batouala
- 1922 - Henry Béraud, Le vitriol de la lune and Le martyre de l'obèse
- 1923 - Lucien Fabre, Rabevel ou Le mal des ardents
- 1924 - Thierry Sandre, Le Chèvrefeuille, le Purgatoire, le Chapitre XIII
- 1925 - Maurice Genevoix, Raboliot
- 1926 - Henri Deberly, Le supplice de Phèdre
- 1927 - Maurice Bedel, Jérôme 60° latitude nord
- 1928 - Maurice Constantin Weyer, Un Homme se penche sur son passé
- 1929 - Marcel Arland, L'Ordre
- 1930 - Henri Fauconnier, Malaisie
- 1931 - Jean Fayard, Mal d'amour
- 1932 - Guy Mazeline, Les Loups
- 1933 - André Malraux, La Condition humaine - (Condiția umană, Editura Rao, 1993, ISBN 973-9620-3-4)
- 1934 - Roger Vercel, Capitaine Conan - ( Căpitanul Conan, Editura Polirom, 2014, ISBN 978-973-46-4796-5)
- 1935 - Joseph Peyre, Sang et Lumières
- 1936 - Maxence Van Der Meersch, L'Empreinte de Dieu
- 1937 - Charles Plisnier, Faux Passeports
- 1938 - Henri Troyat, L'Araignée
- 1939 - Philippe Hériat, Les enfants gâtés
- 1940 - Francis Ambrière, Les grandes vacances
- 1941 - Henri Pourrat, Le vent de mars
- 1942 - Marc Bernard, Pareil à des enfants
- 1943 - Marius Grout, Passage de l'Homme
- 1944 - Elsa Triolet, Le premier accroc coûte 200 Francs
- 1945 - Jean-Louis Bory, Mon village à l'heure allemande
- 1946 - Jean-Jacques Gautier, Histoire d'un Fait divers
- 1947 - Jean-Louis Curtis, Les Forêts de la Nuit
- 1948 - Maurice Druon, Les grandes familles
- 1949 - Robert Merle, Week-end à Zuydcoote
- 1950 - Paul Colin, Les jeux sauvages
- 1951 - Julien Gracq, Le Rivage des Syrtes (premiu refuzat)
- 1952 - Béatrix Beck, Léon Morin, prêtre
- 1953 - Pierre Gascar, Les Bêtes
- 1954 - Simone de Beauvoir, Les Mandarins
- 1955 - Roger Ikor, Les eaux mêlées
- 1956 - Romain Gary, Les racines du ciel - (Radacinile cerului, Editura RAO, 2008, ISBN 978-973-10-3658-8)
- 1957 - Roger Vailland, La Loi
- 1958 - Francis Walder, Saint Germain ou la Négociation
- 1959 - André Schwarz-Bart, Le dernier des Justes
- 1960 - Vintilă Horia, Dieu est né en exil (premiu atribuit, dar nedecernat [2]) - (Dumnezeu s-a nascut in exil, Editura Art, 2008, ISBN 978-973-124-285-9)
- 1961 - Jean Cau, La pitié de Dieu
- 1962 - Anna Langfus, Les bagages de sable
- 1963 - Armand Lanoux, Quand la mer se retire
- 1964 - Georges Conchon, L'Etat sauvage
- 1965 - J. Borel, L'Adoration
- 1966 - Edmonde Charles-Roux, Oublier Palerme
- 1967 - André Pieyre de Mandiargues, La Marge
- 1968 - Bernard Clavel, Les fruits de l'hiver
- 1969 - Félicien Marceau, Creezy
- 1970 - Michel Tournier , Le Roi des Aulnes - (Regele arinilor, Editura RAO, 2011, ISBN 978-606-609-096-4)
- 1971 - Jacques Laurent, Les Bêtises
- 1972 - Jean Carrière, L'Épervier de Maheux -
- 1973 - Jacques Chessex, L'Ogre
- 1974 - Pascal Lainé, La Dentellière
- 1975 - Emile Ajar (Romain Gary), La vie devant soi - (Ai toată viața înainte, Editura Univers, 2013, ISBN: 978-99931-867-0-0)
- 1976 - Patrick Grainville, Les Flamboyants
- 1977 - Didier Decoin, John l'enfer - (John Infernul, Editura Nemira, 2006, ISBN 9785698862)
- 1978 - Patrick Modiano, Rue des boutiques obscures - (Strada Dughenelor Întunecoase, Editura Humanitas, 2014, ISBN 978-973-689-831-0)
- 1979 - Antonine Maillet, Pélagie la Charette
- 1980 - Yves Navarre, Le Jardin d'acclimatation
- 1981 - Lucien Bodard, Anne Marie
- 1982 - Dominique Fernandez, Dans la main de l'Ange
- 1983 - Frédérick Tristan, Les égarés
- 1984 - Marguerite Duras, L'Amant - (Amanta engleză, Editura RAO, 2005, ISBN 978-973-57-6707-5)
- 1985 - Yann Queffelec, Les noces barbares - (Nunta nemiloasă, Editura RAO, 2008, ISBN 978-973-10-3741-7)
- 1986 - Michel Host , Valet de nuit
- 1987 - Tahar ben Jelloun, La Nuit sacrée - (Noaptea sacră, Editura Art, 2008, ISBN 978-973-124-281-1)
- 1988 - Erik Orsenna, L'Exposition coloniale
- 1989 - Jean Vautrin, Un grand pas vers le Bon Dieu
- 1990 - Jean Rouaud, Les Champs d'honneur
- 1991 - Pierre Combescot, Les Filles du Calvaire
- 1992 - Patrick Chamoiseau, Texaco - (Texaco, Editura Amarcord, 1996, ISBN 973-9244-03-3)
- 1993 - Amin Maalouf, Le Rocher de Tanios - (Stânca lui Tanios, Editura Polirom, 2004, ISBN 973-681-565-x)
- 1994 - Didier Van Cauwelaert, Un Aller simple
- 1995 - Andreï Makine, Le Testament français - (Testamentul francez, Editura Polirom, 2002, ISBN 973-683-918-4 )
- 1996 - Pascale Roze, Le Chasseur Zéro
- 1997 - Patrick Rambaud, La Bataille - (Bătălia, Editura EST Samuel Tastet Editeur, 2001, ISBN 973-98094-7-2)
- 1998 - Paule Constant, Confidence pour confidence
- 1999 - Jean Echenoz, Je m'en vais - (Eu plec, Editura Art, 2007, ISBN 978-973-124-125-8 )
- 2000 - Jean-Jacques Schuhl, Ingrid Caven, Editura Gallimard
- 2001 - Jean-Christophe Rufin, Rouge Brésil, Gallimard -
- 2002 - Pascal Quignard, Les Ombres errantes, Editura Grasset - (Umbre rătăcitoare, Editura Humanitas, 2004, ISBN 973-50-0764-9)
- 2003 - Jacques-Pierre Amette, La Maîtresse de Brecht, Editura Albin Michel - (Amanta lui Brecht, Editura Paralela 45, 2005, ISBN 973-697-351-4)
- 2004 - Laurent Gaudé, Le Soleil des Scorta, Editura Actes Sud - (Soarele neamului Scorta, Editura Leda, 2006, ISBN 973-102-012-8)
- 2005 - François Weyergans, Trois jours chez ma mère, Grasset - (Trei zile cu mama, Editura Polirom, 2006, ISBN 973-46-0392-2)
- 2006 - Jonathan Littell, Les Bienveillantes, Gallimard - (Binevoitoarele, Editura RAO, 2009, ISBN 978-973-103-833-9)
- 2007 - Gilles Leroy, Alabama song, Editura Mercure de France - (Alabama Song, Editura Pro Editura si Tipografie, 2008, ISBN 978-973-145-118-3)
- 2008 - Atiq Rahimi, Syngué sabour. Pierre de patience, Editura P.O.L. -
- 2009 - Marie NDiaye, Trois Femmes puissantes, Gallimard - (Trei femei puternice, Editura Trei, 2016, ISBN 978-973-707-513-0)
- 2010 - Michel Houellebecq, La Carte et le Territoire, Editura Flammarion - (Harta si teritoriul, Editura Poliron, 2013, ISBN 978-973-46-3486-6)
- 2011 - Alexis Jenni, L'Art français de la guerre, Gallimard -
- 2012 - Jérôme Ferrari, Le Sermon sur la chute de Rome, Actes Sud - (Predica despre căderea Romei, Editura Pandora M, 2013, ISBN 978-973-1989-31-0)
- 2013 - Pierre Lemaitre, Au revoir là-haut - (La revedere acolo sus, Editura Trei, 2013, ISBN 978-973-707-947-3)
- 2014 - Lydie Salvayre, Pas pleurer - ( Să nu plângi, Editura Humanitas Fiction, 2015, ISBN 9789736899591)
- 2015 - Mathias Énard, Boussole - (Busola, Editura Nemira, 2018, ISBN 978-606-43-0353-0)
- 2016 - Leïla Slimani, Chanson douce - ( Cântec lin, Editura Pandora M, 2020, ISBN 978-606-978-337-5)
- 2017 - Éric Vuillard, L'Ordre du jour - (Ordinea de zi, Editura Litera, 2018, ISBN 9786063327209)
- 2018 - Nicolas Mathieu, Leurs enfants après eux - ( Și copiii copiilor lor, Editura Art, 2021, ISBN  9786067107814)
- 2019 - Jean-Paul Dubois, Tous les hommes n'habitent pas le monde de la même façon - ( Fiecare cu povestea lui, Editura Litera, 2021, ISBN 978-606-33-5785-5)
- 2020 - Hervé Le Tellier, L'Anomalie - ( Anomalia, Editura Pandora M, 2021, ISBN 978-606-978-365-8)
- 2021 - Mohamed Mbougar Sarr, La plus secrète mémoire des hommes - (Cea mai tainică amintire a oamenilor, Editura Pandora, 2022, ISBN 978-606-978-495-2)
- 2022 - Brigitte Giraud, Vivre Vite
- 2023 - Jean-Baptiste Andrea, Veiller sur elle